# Helenina (protista)
Helenina es un género de foraminífero bentónico de la familia Heleninidae, de la superfamilia Discorboidea, del suborden Rotaliina y del orden Rotaliida. Su especie tipo es Pseudoeponides anderseni. Su rango cronoestratigráfico abarca el Holoceno.

## Clasificación
Helenina incluye a las siguientes especies:
- Helenina anderseni
- Helenina liujunensis